# Wildebach
Der Wildebach (auch Wildenbach) ist ein 11,7 km langer Bach bei Wilden im südlichen Siegerland in Nordrhein-Westfalen und ein rechter Zufluss der Heller.

## Geographie

### Verlauf

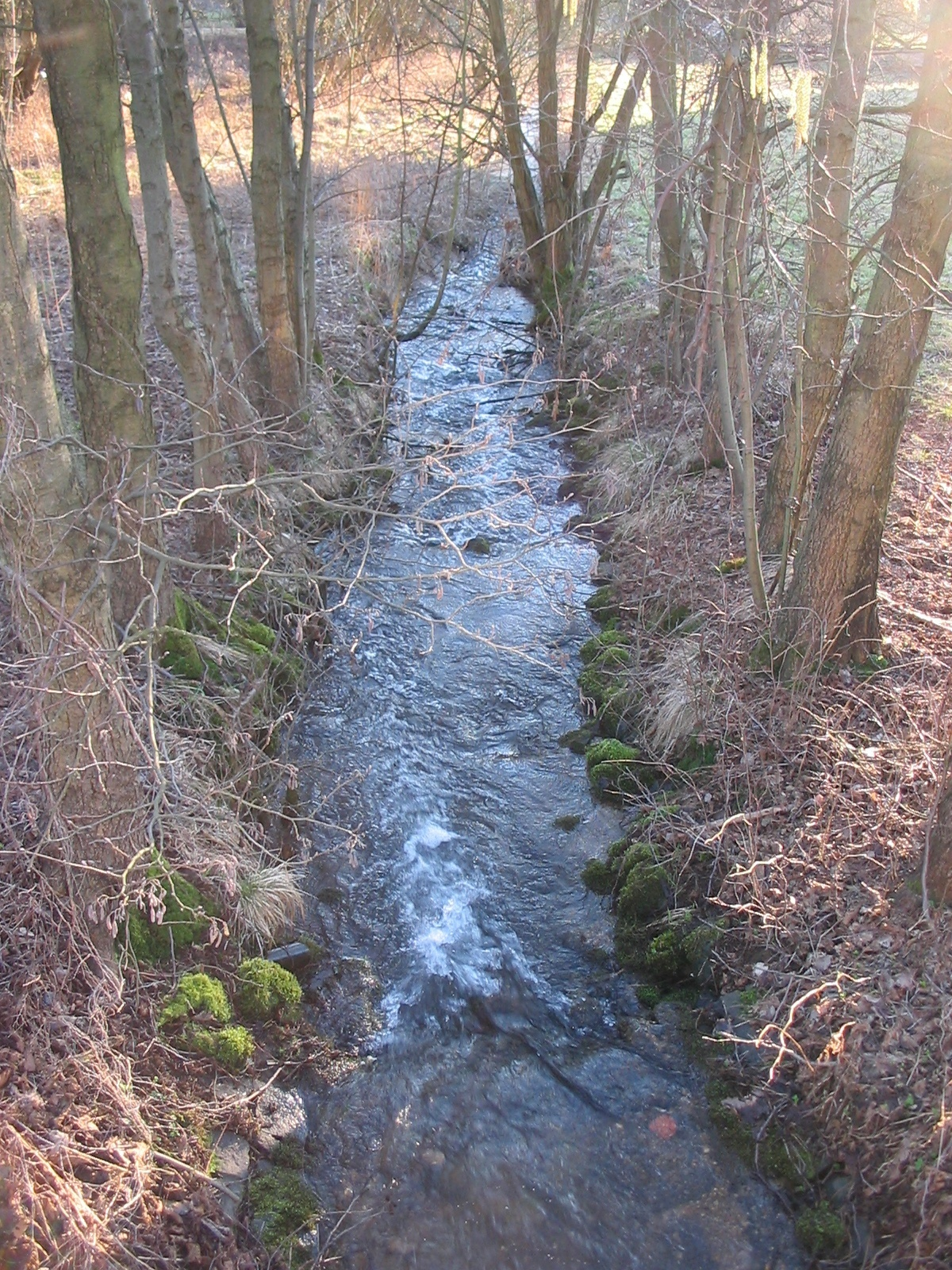
Gutenbach in Salchendorf

Der Wildebach entspringt im Tal zwischen den Bergen Kalteiche (Höhe: 579,3 m) und dem westlich davon gelegenen 468,7 m hohen Wildenberg auf einer Höhe von ca. 538 m.
Von dort aus fließt er talabwärts um den Wildenberg herum in das südliche Ende des Landeskroner Weihers. Ein Damm am nördlichen Ende staut das Wasser im Weiher. Dort fließt der Bach heraus und am Industriegebiet Landeskrone vorbei. Zwischen Mittel- und Oberwilden fließt er in den Ort und durch das Wildebachtal um die Höhen des Bautenberg herum und in Unterwilden heraus. Durch Salchendorf fließt er neben Bahngleisen bis zur Firma SSI Schäfer, unter dem Firmengelände in einem Rohr.
Im Zentrum Neunkirchens mündet der Wildebach schließlich auf einer Höhe von ca. 257 m von rechts in die aus Richtung Zeppenfeld kommende Heller.
Der etwa 11,7 km lange Lauf des Wildebachs endet ungefähr 258 Höhenmeter unterhalb seiner Quelle, er hat somit ein mittleres Sohlgefälle von etwa 22 ‰.

### Nebenflüsse
Der erste größere Nebenfluss, der Wiebelhäuser Bach entspringt südlich der Kalteiche und fließt nach etwa 4 km in den Wildebach. Ein weiterer größerer Nebenbach, der Kleine Wildenbach entspringt zwischen Wilnsdorf und der Autobahn 45, fließt darunter her und mündet in Oberwilden im Wildebach. Von der Kleinen Rausche (nordwestlich von Wilden) aus nach Salchendorf verläuft der Gutenbach, der am Anfang des Ortes in den Wildebach fließt. Die erfassbaren Nebenbäche bzw. Zuläufe sind:
| Name               | Länge [km] | Seite  | Mündungshöhe  | Einzugsgebiet [km²] | DGKZ     |
| ------------------ | ---------- | ------ | ------------- | ------------------- | -------- |
| Zufluss            | 0,44       | links  | 440 m ü. NN   |                     |          |
| Zufluss            | 0,36       | rechts | 426 m ü. NN   |                     |          |
| Zufluss            | 0,23       | links  | 414 m ü. NN   |                     |          |
| Wiebelhäuser Bach  | 3,88       | links  | 376 m ü. NN   | 6,504               | 2722612  |
| Zufluss            | 0,1        | links  | 372 m ü. NN   |                     |          |
| Hilchenbach        | 0,588      | links  | 365 m ü. NN   |                     |          |
| Zufluss            | 0,18       | rechts | 362 m ü. NN   |                     |          |
| Zufluss            | 0,25       | links  | 362 m ü. NN   |                     |          |
| Zufluss            | 0,15       | rechts | 355 m ü. NN   |                     |          |
| Zufluss            | 0,4        | rechts | 344 m ü. NN   |                     |          |
| Zufluss            | 0,32       | links  | 343 m ü. NN   |                     |          |
| Zufluss            | 0,12       | links  | 333 m ü. NN   |                     |          |
| Kleiner Wildenbach | 1,94       | rechts | 331 m ü. NN   | 1,745               | 2722614  |
| Hilchenbach        | 0,49       | rechts | 325 m ü. NN   |                     |          |
| Zufluss            | 0,35       | links  | 323 m ü. NN   |                     |          |
| Zufluss            | 0,5        | rechts | 318 m ü. NN   |                     |          |
| Bachseifen         | 0,46       | rechts | 315 m ü. NN   |                     |          |
| Zufluss            | 1,14       | rechts | 311 m ü. NN   |                     |          |
| Sterzenbach        | 0,88       | links  | 306 m ü. NN   |                     | 27226152 |
| Zufluss            | 0,55       | rechts | 304 m ü. NN   |                     |          |
| Zufluss            | 0,66       | rechts | 300,7 m ü. NN |                     |          |
| Zufluss            | 0,37       | links  | 299 m ü. NN   |                     |          |
| Hemmbach           | 0,4        | rechts | 291 m ü. NN   |                     |          |
| Zufluss            | 0,36       | links  | 288 m ü. NN   |                     |          |
| Stahlseifen        | 0,36       | rechts | 287 m ü. NN   |                     |          |
| Zufluss            | 0,36       | links  | 284 m ü. NN   |                     |          |
| Gutenbach          | 2,58       | rechts | 278 m ü. NN   | 2,005               | 2722616  |
| Arbach             | 3,78       | rechts | 270 m ü. NN   | 4,681               | 272262   |
| Buchenborn?        | 1,08       | rechts | 266 m ü. NN   |                     |          |
| Liebach            | 1,94       | rechts | 263 m ü. NN   | 3,271               | 272269   |
| Klotzbach          | 0,72       | rechts | 258 m ü. NN   |                     |          |

### Orte am Wildebach
(geordnet nach dem Durchfließen)
- Wilden
- Salchendorf
- Neunkirchen

### Berge

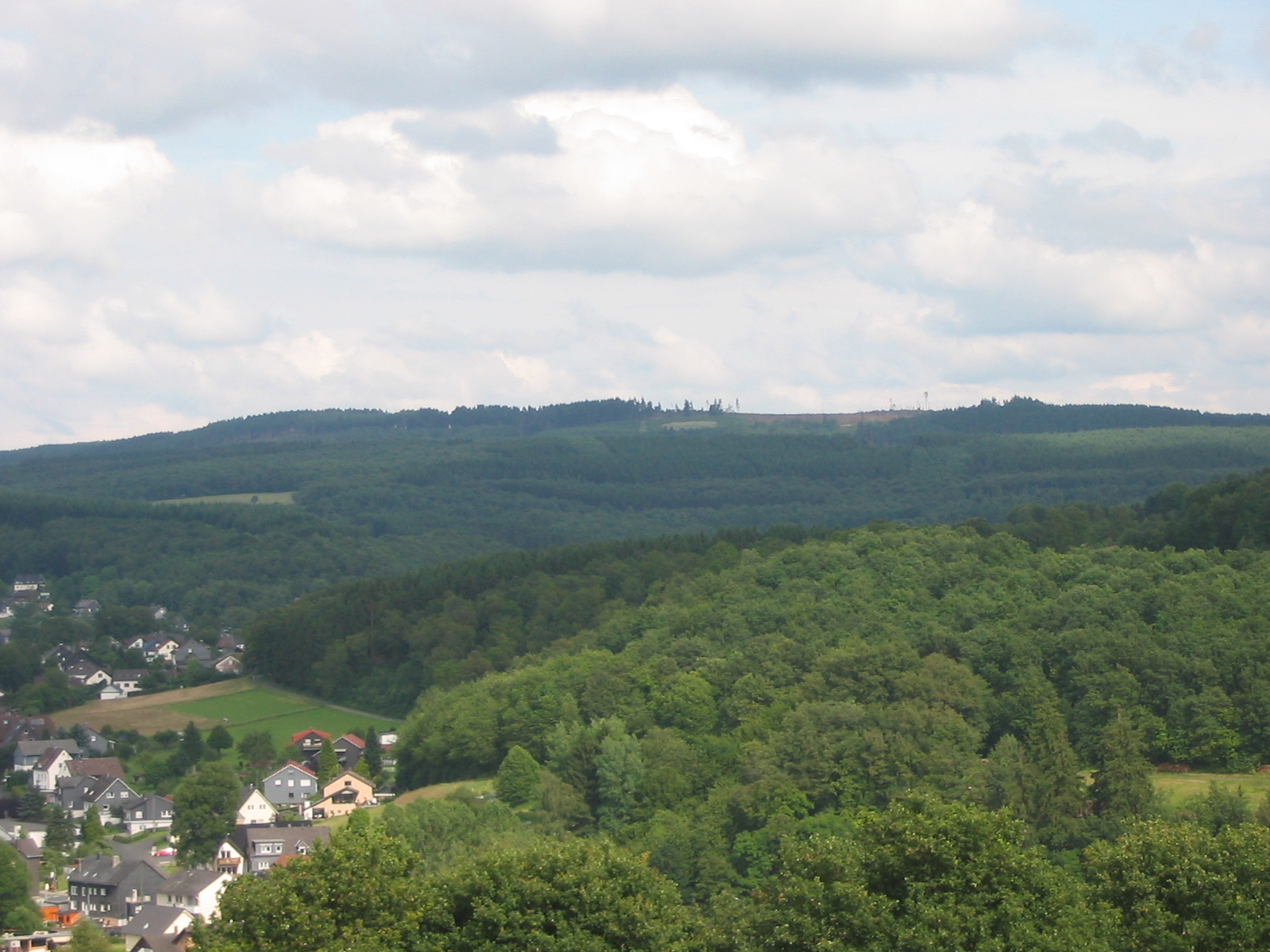
Die Kalteiche in Wilden "von der Dell" aus gesehen.

Berge und Erhebungen am und um den Wildebach sind:
| - Kalteiche (579,3 m) - Löhrsberg (561,6 m) - Wildenberg (468,7 m) - Walkersdorfer Berg (526 m) - Bautenberg (512,9 m) - Stollenberg (467,2 m) - Elkersberg (443,2 m) | - Kleine Rausche (443,1 m) - Große Rausche (439,5 m) - Spitzenberg (409,8 m) - Stahlseifer Kopf (436,9 m) - Leyenkopf (431,5 m) - Rassberg (417,6 m) - Reifenberg (413 m) | - Hellerberg (366,9 m) - Hirschstein (563 m) - Donnerhain (560,7 m) - Holzholzerkopf (543 m) - Pfannenberg (499,2 m) - Steimel (450,1 m) |

## Hochwasser
Regelmäßig tritt der Wildebach durch viel Regen oder Schneeschmelze über die Ufer, meist werden Wiesen überflutet. Im November 1890 war es besonders schlimm, da es seit Tagen regnete und zudem der Damm des Landeskroner Weihers den Druck nicht aushielt und nachgab. Die Wildener Felder und Wiesen waren fast vollständig am Bach angelegt, dadurch wurden diese verwüstet und die Winterernte vernichtet. Bauernhäuser, Schuppen und Stallungen wurden zerstört und mitgerissen. Heute liegen Häuser und Straßen durch Erdaufschüttung höher als der Bach.

## Naturschutzgebiet Wildenbachtal

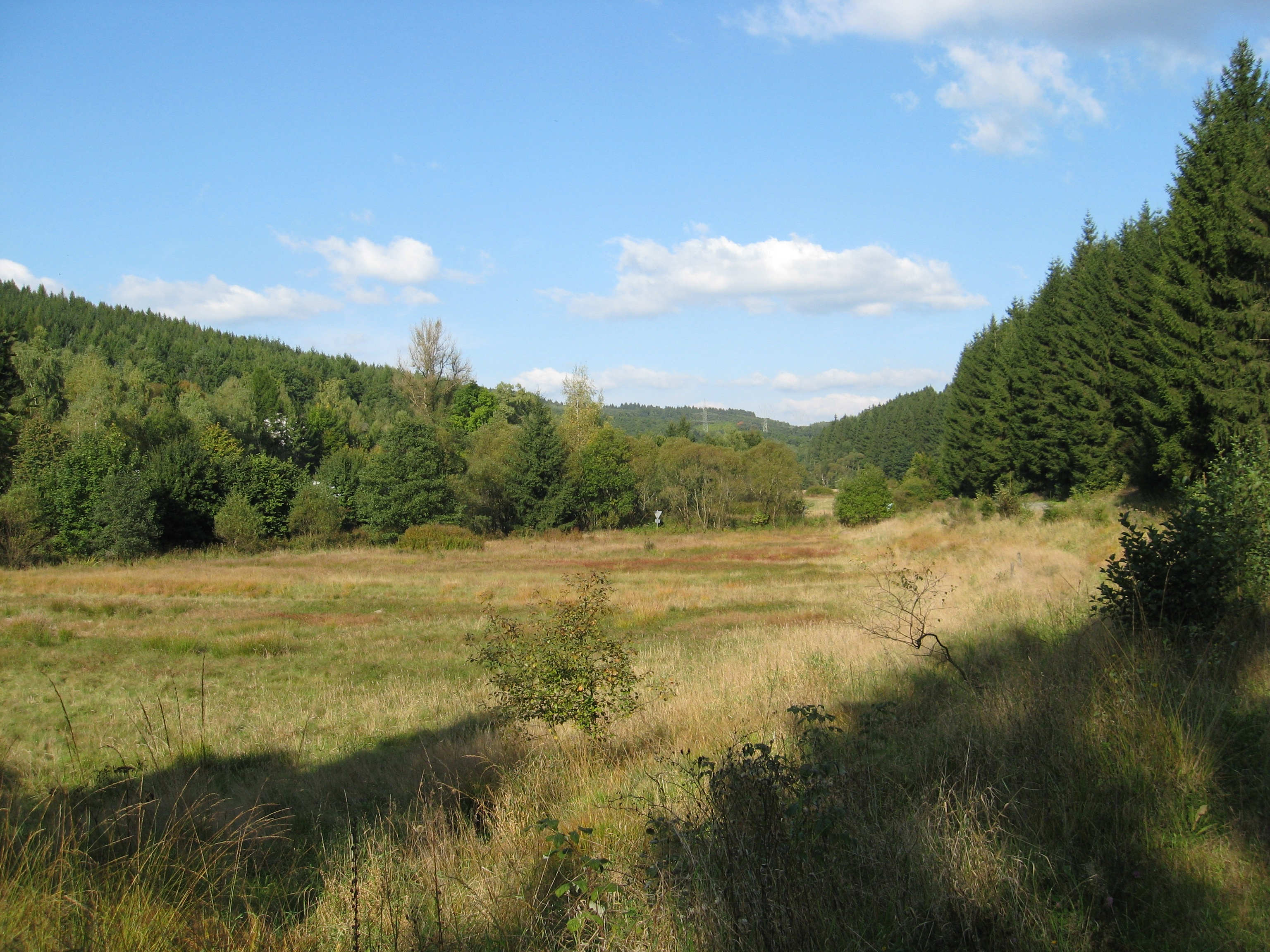
Wildebachtal

Das Schutzgebiet Wildenbachtal wurde 1990 festgelegt und erstreckt sich durch das gesamte Tal zwischen den Orten Wilden und Salchendorf auf einer Länge von ca. 1,8 km. Das Schutzgebiet hat eine Größe von ca. 20 ha, 15 ha davon gehören zur Gemeinde Neunkirchen. Das Gebiet reicht an beiden Seiten bis zum Waldrand, die breiteste Stelle hat eine Breite von ca. 350 m, die schmalste ist ca. 25 m breit. Das Gebiet liegt auf einer Höhe zwischen 300 und 330 m.
Die Wiesen sind naturbelassen und sumpfig, der Bach fließt in seinem natürlichen Bett. Die Wälder am Rand bestehen größtenteils aus wirtschaftlichen Fichtenanpflanzungen.